# Sudor

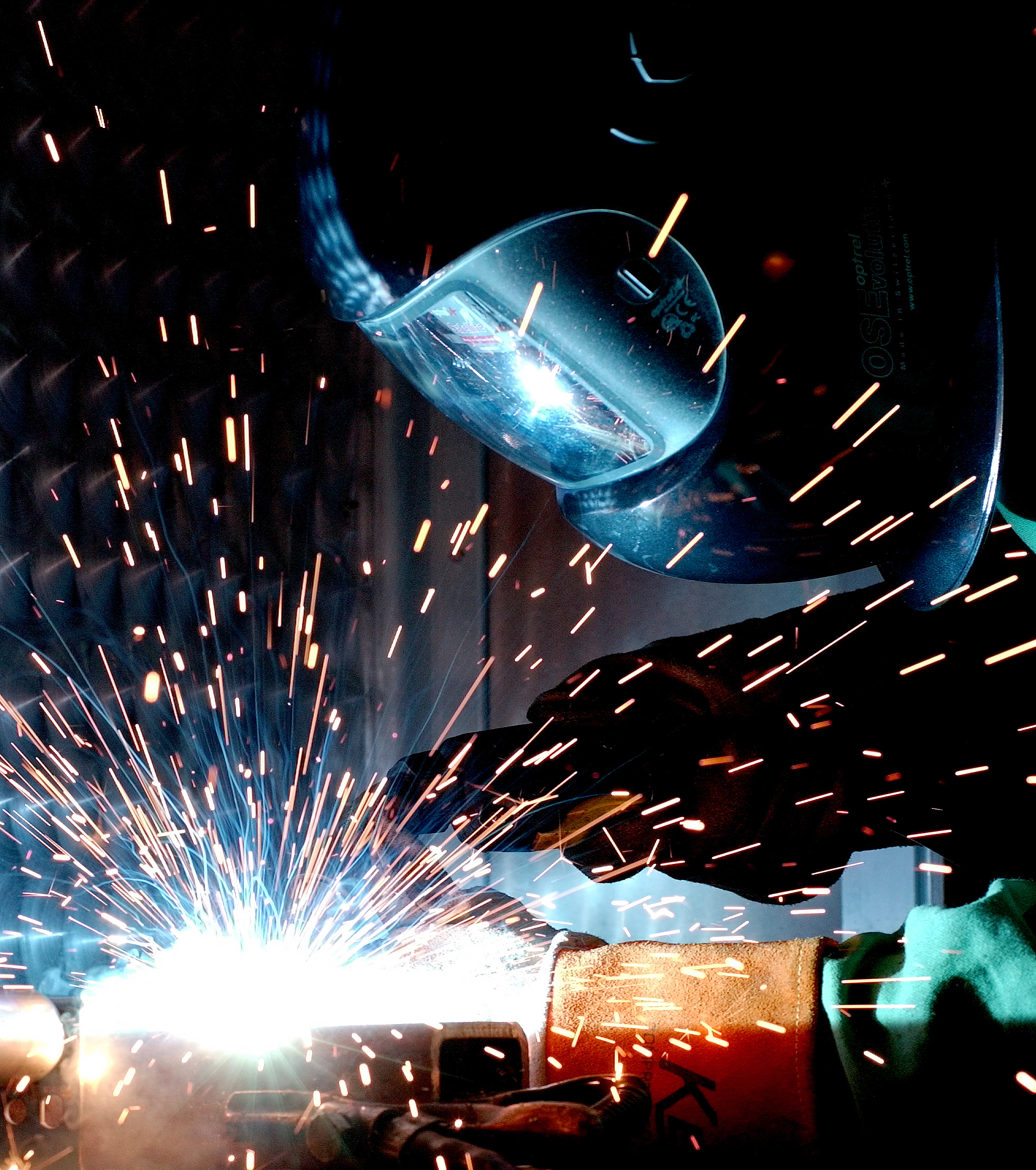
Sudor

Sudorul reprezintă un muncitor care realizează, prin sudare, o îmbinare nedemontabilă, ce are ca rezultat obținerea unei structuri interne continue și omogene. Sudorul activează în diferite domenii industriale sau neindustriale, realizând lucrări precum : 

- Construcții metalice;
- Instalații de ridicat;
- Conducte pentru apă, abur, fluide tehnologice;
- Recipiente sub presiune;
- Cazane de apă caldă, apă fierbinte, abur.

## Specializări în meseria de sudor
În funcție de procedeele de îmbinare și tăiere a materialelor folosite, sudorii se clasifică în : 

- Sudor pentru sudare manuală prin topire, electric sau cu flacără de gaze, prin procedee conexe/alte procedee de sudare (brazare, lipire/sudare cu jet de plasmă, sudare semiautomată în mediu de gaz sau sub strat de flux) sau prin presiune.
- Operatori sudor: sudare automată (sub strat de flux, în mediu de gaz, în baie de zgură) sau operatori tăiere (cu arc electric, cu flacară de gaze, cu jet de plasmă).

## Cum te autorizezi ca sudor
Pentru a te poziționa ca sudor specializat pe piața muncii, trebuie să urmezi cursuri de calificare. Absolvirea unor cursuri de calificare poate fi considerat un real avantaj atunci când se are în vedere lucrul în afara țării, avansarea în funcție sau reconversia profesională. În urma acestor cursuri se eliberează o diplomă sau un certificate de calificare ;
, recunoscute de Ministerul Muncii și Ministerul Educației Arhivat în 26 iunie 2015, la Wayback Machine., prin care cursantul poate face dovada cunoștințelor în domeniul studiat. 
Calificarea se poate realiza:
- pe cale formală, prin acumulare de competențe în clasă. Metoda presupune participarea la programele de formare profesională organizate de un furnizor de formare profesională autorizat de ANC, în urma căruia se primește un Certificat de Calificare [3];
- pe cale nonformală, prin studiu individual, cursuri online și acumularea experienței în domeniul de interes. Dacă urmezi un curs online vei primi o Diplomă de absolvire. Dacă ai deja experiență, atunci poți aplica pentru evaluarea competențelor profesionale, în urma căreia vei primi un Certificat de Competențe Profesionale.

Pentru înscrierea la cursurile de calificare se recomandă o grijă aparte în alegerea furnizorului de servicii. Firmele trebuie să funcționeze ca entități juridice autorizate de Ministerul Muncii, Ministerul Educației Arhivat în 26 iunie 2015, la Wayback Machine. și ANC Arhivat în 26 iunie 2015, la Wayback Machine.. În caz contrar, nu se pot elibera certificate recunoscute național și internațional.
Dosarului de înscriere pentru participarea la cursurile de calificare trebuie să cuprindă: 
- copie după actul de identitate
- copie după certificatul de naștere
- copie după certificatul de căsătorie
- copie act de studii
 [4]

## Reguli de siguranță
Lucrările de sudura electrică și de sudare cu gaz sunt permise persoanelor care au împlinit vârsta de 18 ani și care au beneficiat de o pregătire specială și testarea cunoștințelor teoretice, aptitudini practice, cunoștințe privind instrucțiunile de protecție a muncii și reguli de siguranță în caz de incendiu și având un "Certificat de sudare" cupon special pentru echipamente de siguranță împotriva incendiilor.